# Atsushi Katagiri
Atsushi Katagiri (片桐 淳至 Katagiri Atsushi?, nacido el 1 de agosto de 198 en Gifu, Gifu) es un exfutbolista japonés. Jugaba de delantero y su último club fue el MIO Biwako Shiga de Japón.

## Trayectoria

### Clubes
| Club                 | País      | Año         |
| -------------------- | --------- | ----------- |
| Nagoya Grampus Eight | Japón     | 2002 - 2005 |
| Rosario Central      | Argentina | 2004        |
| Quilmes              | Argentina | 2004        |
| FC Horikoshi         | Japón     | 2005        |
| FC Gifu              | Japón     | 2006 - 2009 |
| Ventforet Kofu       | Japón     | 2009 - 2012 |
| MIO Biwako Shiga     | Japón     | 2013        |

## Estadística de carrera

### J. League
| Club                 | Año   | J. League | J. League | Copa J. League | Copa J. League | Total | Total |
| Club                 | Año   | Part.     | Goles     | Part.          | Goles          | Part. | Goles |
| -------------------- | ----- | --------- | --------- | -------------- | -------------- | ----- | ----- |
| Nagoya Grampus Eight | 2002  | 5         | 0         | 5              | 1              | 10    | 1     |
| Nagoya Grampus Eight | 2003  | 0         | 0         | 0              | 0              | 0     | 0     |
| Nagoya Grampus Eight | 2005  | 0         | 0         | 0              | 0              | 0     | 0     |
| FC Gifu              | 2008  | 39        | 9         | -              | -              | 39    | 9     |
| FC Gifu              | 2009  | 19        | 2         | -              | -              | 19    | 2     |
| Ventforet Kofu       | 2009  | 17        | 0         | -              | -              | 17    | 0     |
| Ventforet Kofu       | 2010  | 15        | 3         | -              | -              | 15    | 3     |
| Ventforet Kofu       | 2011  | 29        | 1         | 2              | 0              | 31    | 1     |
| Ventforet Kofu       | 2012  | 12        | 1         | -              | -              | 12    | 1     |
| Total                | Total | 136       | 16        | 7              | 1              | 143   | 17    |

## Palmarés

### Títulos nacionales
| Título    | Club           | País  | Año  |
| --------- | -------------- | ----- | ---- |
| J2 League | Ventforet Kofu | Japón | 2012 |